# 松尾雄一
松尾雄一（まつお ゆういち、1982年2月22日 - ）は、日本の歌手。

## 概要
弟：松尾光次とSWANKY DANKというバンドを組む。所属事務所はUNITED NOTESである。
日韓混合ユニットY2K、兄弟ユニットDOGGY BAG、D-BAG、VOXPOPを経て現在のSWANKY DANK(スワンキーダンク)に至る。

## 人物
ヴォーカルとギターを担当。作詞作曲も手掛ける。
ユニーク&こざっぱりした性格と、男を感じさせない魅力がある。
長年支持し続けている韓国ファンも多い。

## 略歴
1998年、プロダクション社長と出会い、デビューを勧められる。
1999年に武者修行のため、弟の光次とともに韓国へ渡る。同年5月、オーディションで選ばれた高在根とともにY2Kとして「ピリョン（悲恋）」でデビュー。以降、韓国の権威ある音楽番組KBS「ミュージック・バング」で1位となる。同年12月には韓国の各局放送の音楽賞を総なめにする。日韓音楽シーンの交流の幕開けとなるユニットに、日本・韓国の報道も歴史的出来事と報じていた。
2000年2月02日、兄弟ユニットDOGGY BAGとして『扉』で遂に日本デビュー。その後、シングル『My Millennium Baby』、『BOU-TOKU』、『Ready Lady』、『Love Paradise』、『release～解放～』、アルバム『DOGGY BAG 1』、『DOGGY BAG2-愛の到来 逆襲 来襲-』、『LIVE TRACKS 2001 at SHIBUYA-AX』、『BEST BAG 1』をリリース。
2000年4月～9月、初主演ドラマ『青い経験』（テレビ東京）、2000年7月～9月『青の衝撃』、2000年TBS系ドラマ『20歳の結婚』に出演。映画『生霊』、『ホ・ギ・ラ・ラ』出演。
2003年よりユニット名をD-BAGとし、ガウスエンターテイメントより『新・自動車ショー歌』、『LOVE NONFICTION』、アルバム『D'sBACK』を発売する。
2005年8月31日、DOGGY BAG解散。というよりも、ソーマオフィスを卒業する。
2006年よりVOXPOP本格始動、2006 DREAMER LIVE TOURを決行。同年6月23日、VOXPOPとして初のオリジナルAcoustic CDを発売。同年11月19日、オリジナルDVD発売。
2007年3月16日をもってVOXPOPを解散、SWANKY DANK（スワンキーダンク）へと改名。